# ロクダイ
『ロクダイ』はコージィ城倉による日本の漫画作品。『マガジンSPECIAL』（講談社）2014年第10号より連載が開始されたが、長期休載中に『マガジンSPECIAL』自体が休刊になり、他誌への移動の告知もなく、未完のままで再開の目処はたっていない。
かつて、『週刊少年マガジン』および『マガジンSPECIAL』に連載されていた『おれはキャプテン』の続編で、不本意な形で高校野球生活を終える事になってしまった主人公が、東京大学に進学し東大野球部の一員として東京六大学野球制覇を目指すストーリーで、講談社のコミック単行本レーベル「KCマガジン」より単行本が発刊され。現在3巻まで発行されている。

## あらすじ
『ふてくされ王子』のニックネームで甲子園を席巻した霧隠主将。だが、実力で掴み取り満を持して臨んだ高校生最後の甲子園大会の一回戦で、アクシデントがきっかけで惨敗し、不本意な形で高校野球生活を終える事になってしまう。そんな矢先、盟友であるデレック井慈田が東大野球部の通監督から東大への入試を誘われ、それに便乗し共に東大を受験し一浪の末、入試に合格し晴れて東大野球部の一員となる。
それから3年後、東大野球部キャプテンとなった主将は、二人の後を追うように東大に入学した美少女ピッチャー・大州圭や、四浪の末に東大に入学した豪腕ピッチャー蝦名と共に、東京六大学リーグ制覇を目指し奮闘していく。

## 登場人物

### 東京大学野球部
霧隠主将（きりがくれ かずまさ）
前作に引き続き今作品も主人公。ニックネームは「カズマサ」。ポジションは捕手。高校生時代、その言動から「ふてくされ王子」と呼ばれ、独創的なプレイと指揮で注目を浴びるが、高校3年最後の甲子園大会の一回戦で起きた不慮のアクシデントが原因で惨敗し、不本意な形で高校野球を終えてしまう。さらに、卒業後の進路でも、体が小さくこれ以上は成長が望めないだろうという理由から、プロ野球はおろか、有力な大学からもスカウトが来ず、怒りと反骨心から、盟友であるデレック井慈田が東大入試を誘われたさい、その話に便乗し東大を受験する。元々中学時代は学年トップになるほど成績が良かったが、高校時代は野球に没頭し、かなり成績が落ちてしまったものの、猛勉強の末一浪で東大に入学する。他の大学のように高校時代に活躍した野球エリートが存在しない東大野球部なので、戦績は芳しくはないが、高校時代同様の独創的な指揮を発揮している。本来なら4年生で卒業を控えているが、六大学リーグ制覇を目指し、1年間を野球に費やすために留年する事を選ぶ。
デレック井慈田（デレック いじた）
カズマサの盟友で、ポジションは遊撃手。アメリカ人の父と日本人の母のハーフ。父親のロジャー井慈田は元アメリカマイナーリーグの3Aの選手で、その血を受け継いでいるのか抜群の野球センスを持っている。父親からの助言で高校卒業後はプロ野球へは行かない事を決めていて、野球の強い大学からのスカウトも来ていたが、最後の甲子園大会でのアクシデントにより動揺し全く活躍できないまま惨敗した事が、心の中にわだかまりとして残っていて、その矢先に東大野球部監督の通から東大への入試を誘われ、どうせ狂ってしまった運命の歯車なら、普通に高校野球生活を終えていたらやらないだろうという天邪鬼的な考えで、東大に進学する事を決める。中学時代は学年トップのカズマサに勉強を教えられるほど頭が良かったが、カズマサ同様に高校時代は野球に没頭していたために成績が落ち、カズマサと同じく一浪し入学、入学後は高校時代同様に盟友としてカズマサをバックアップし、カズマサ同様、1年間を野球に費やすために留年を選んでいる。
蝦名富一（えびな とみいち）
カズマサやデレックの盟友。高校生ばなれした速球と、物凄いキレのあるカーブを投げ、プロ野球のドラフトの目玉だったが、高校最後の甲子園大会で、ブルペンでの投球練習中、打球を追った対戦相手の選手と衝突し利き腕を骨折し退場、それが原因でチームが浮足立ち、良いところが無いまま惨敗し、蝦名自身一球も投げないまま最後の高校野球を終えてしまう。さらに、利き腕を骨折した事で、あれだけ熱心だったプロ野球のスカウトが潮を引くようにいなくなり、その態度に傷つき、怒りと反骨心から、プロへは行かず東大を受験する事を決める。しかし、カズマサやデレックのように成績優秀だったわけではないので、通を中心としたプロジェクトチームの指導の下、四浪の末にようやく東大に入学する（ただし、あくまで入学しただけで、進級は出来ないだろうとカズマサたちは考えている）。すでに骨折の影響は全くないが、4年間全くトレーニングをせずに受験勉強へ費やしていたため、筋肉がごっそり削げ落ち、かつてのような剛速球が投げられなくなってしまう。だが、厳しいリハビリとトレーニングを経て、徐々にではあるが、かつての力を取り戻しつつある。年齢に関係なく、学年が全てである大学生なので、年下の上級生に目下のような口調で話しかけられたり、命令されたりする事については、割り切ってはいるものの、どこか納得できないでいる。
前作では苗字だけで、名前は判明していなかったが、今作で「富一」という名前と、三浪や四浪しても全く影響がない程裕福な家庭で、上に三人の兄がいることが判明している。
大州圭（おおす けい）
カズマサよりも2歳年下のハーフで金髪の女学生。カズマサから「オースチン」の愛称で呼ばれ、それがニックネームとして定着している。中学時代はソフトボール日本一のチームでエースであった実績を持ち、その実績で入学できる高校が多々あるにもかかわらず、父親に対する反発心やカズマサに対する思慕から、カズマサの母校である朋王学園に進学し、女子ながらも野球部に入部し、規定により公式戦の出場は出来なかったが、3年間男子に混じっての硬式の練習を難なくこなしていた。通からのスカウトで、本人もカズマサやデレックと同じチームで野球をやりたいという希望から、一浪の末に東大に合格し、希望通り野球部へ入部する。高校生時代とは異なり、東京六大学リーグには男女の区別は無い為、貴重なエース投手として活躍、「オースチン様」と呼ばれ、追っかけの女性ファンが大勢いるなど、人気者になっている。
春田（はるた）
東大野球部の第二投手で4年生。高校時代は県予選の二回戦が最高で特に実績らしいものはなく、投手としての実力もオースチンにも劣っているが、現役で東大に合格し、すでに就職先も内定しているなどエリートコースを進んでいる。カズマサたち甲子園大会へ出場したメンバーに対し、何かと反抗的な態度で接しているが、カズマサやデレックも、相手が年下でも同学年なので強く言えない。蝦名に対しては、入学当初は野球生活に対するコンプレックスから敵対的だったが、試合を通じてそのレベルの高さを認め、最終的にはカズマサたちと和解する（ただし、本人曰く最初から仲悪くしていた訳ではないと発言している）。
通東大（みち はるひろ）
東大野球部の監督で、自身も東大OB。東大受験を目的とした受験塾を経営している。六大学の中でも特に極端に弱い東大野球部をなんとかしたいと、その強化策として甲子園大会出場者を東大野球部へ引き込む事を目論み、デレックに目をつけ東大野球部へスカウトすべく、受験に対して全面的なバックアップ体制を敷く。その後、デレックだけでなく、カズマサやオースチン、そして蝦名まで入学を希望した事に狂喜乱舞し、4人を合格させるべくプロジェクトチームを編成し、入学させる。
東大野球部を何とかしたいという熱意や情熱は持っているが、春田への説得にカズマサを同席させ、説得を押し付けたり、的確な指導ができない等、監督としては少々心許ない。

### その他
ロジャー井慈田（ロジャー いじた）
デレックの父親で、元マイナーリーグ（3A）の選手。3Aを放出された後、日本の球団へ売り込みに来たが、選手ではなく通訳として採用され、そのまま日本に根を下ろした。その後、日本人女性と結婚し、デレックが生まれる。デレックや蝦名を一流選手に育て上げたが、デレックにはプロへは行かずに大学に進学し、エリートサラリーマンになるようにと常々言っていたので、通の東大野球部へのスカウトには全面的に協力している。蝦名に対しては、元々は日本のプロ野球界からは注目されないようにして、メジャーリーグに売り込もうとしていたが、蝦名の活躍でそれも不可能になりつつあったが、怪我により結果的に蝦名が東大を目指す事になり、当初の予定が実現しつつある。

## 単行本
- コージィ城倉『ロクダイ』講談社〈KCマガジン〉、既刊3巻
  1. 2015年4月17日発売 ISBN 4-06-395376-9
  2. 2015年9月17日発売 ISBN 4-06-395496-X
  3. 2016年3月17日発売 ISBN 4-06-395629-6